# Tad
Tad foi uma banda grunge de Seattle, Washington liderado por Tad Doyle. Entre as primeiras das muitas bandas que saíram de Seattle na época grunge, sua música teve uma influência notável do heavy metal dos anos 70, ao invés do punk rock que influenciou a maioria das outras bandas grunge. Apesar de seu sucesso comercial ter sido limitado, a sua música ainda é altamente apreciada entre os fãs do grunge.

## História
Liderado por Tad Doyle nos vocais e guitarra, Tad foi formada no começo de 1986 por Doyle e pelo baixista Kurt Danielson, que se conheceram em um grupo de jovens de uma igreja cristã. Os dois já haviam tocado juntos quando a banda de Danielson, Bundle of Hiss tocou com a banda anterior de Doyle (em que ele tocava bateria), o H-Hour. Doyle também participou de uma banda cover do Gang of Four chamado Red Set. Eles recrutaram o baterista Steve Wied (que já havia tocado antes no Skin Yard e no Death and Taxes) e o guitarrista Gary Thorstensen (ex-Treeclimbers) para completar a formação original.
Tad é, dentre as bandas do movimento, uma das primeiras a assinar um contrato com a Sub Pop Records e é possivelmente o primeiro pioneiro do que viria a ser chamado mais tarde de grunge rock. Em 1987, Doyle tinha lançado um single chamado de "Daisy/Ritual Device" pela Sub Pop, produzido por Jack Endino. Neste single, Doyle escreveu as músicas e gravou todos os instrumentos. O primeiro álbum do Tad, "God's Balls" foi lançado no começo de 1989 e também foi produzido por Endino. Em Março de 1990 o Tad lança seu EP "Salt Lick", dessa vez produzido por Steve Albini, o single da música "Wood Goblins" foi lançado no mesmo ano, mas foi aparentemente banido da MTV. Após uma turnê com o Nirvana, o Tad retornou para Seattle e gravaram seu segundo álbum "8-Way Santa" em 1991, nomeado a partir de um tipo de ácido. Produzido por Butch Vig (mais conhecido por produzir Nevermind do Nirvana), "8-Way Santa" é mais puxado para o pop, comparado aos álbuns anteriores, contando com canções como "Jinx", "Stumblin' Man" e "Jack Pepsi". "Jack Pepsi" foi lançada como single, mas a empresa PepsiCo abriu um processo contra a banda devido a arte da capa do single, que era o logo da Pepsi com "TAD" no lugar de "PEPSI". Outra ação foi arquivada devido a arte da capa do álbum "8-Way Santa" (que foi encontrada uma imagem de um homem acariciando o seio de uma mulher) o casal na foto, um dos quais havia se tornado um "cristão nascido de novo" e se casaram novamente, obrigaram a banda a mudar a arte da capa. A Sub Pop trocou a arte da capa de "8-Way Santa" por uma foto da banda.
Depois de uma breve passagem no filme Vida de Solteiro, Tad ofereceu a primeira oportunidade de arranjar uma grande gravadora para a Giant Records, uma subsidiária da Warner, no entanto, Steve Wied deixa a banda, se juntando a banda Willard e mais tarde, se juntaria ao Foil. Ray Washam (Que era da banda Scratch Acid) se juntou a banda por um tempo em 1991 mas logo foi substituído por Josh Sinder (que era da banda The Accüsed. Sinder lançou junto com o Tad seu último lançamento pela Sub Pop, o single "Salem/Leper" (que contava com o irmão de Sinder, que estava infectado com Caxumba, na capa). O primeiro álbum do Tad por uma grande gravadora, "Inhaler", foi lançado no fim de 1993. O álbum rendeu boas críticas, porém, o álbum não fez com que a banda decolasse, mas mesmo assim, decidem acompanhar o Soundgarden, que estava fazendo uma turnê para promover seu álbum Superunknown. Giant Records rapidamente demitiu a banda quando um pôster promovendo o álbum "Inhaler" apareceu. No pôster, aparecia Bill Clinton fumando um cigarro de maconha dizendo "This is Heavy Shit".
Em 1994, a banda lança seu primeiro álbum com canções ao vivo: "Live Alien Broadcasts", pela Futurist Records. Gary Thorstensen deixa a banda, mas mesmo assim, a banda decide prosseguir, conseguindo seu segundo contrato com uma grande gravadora, a EastWest/Elektra Records e em 1995, lançam seu quinto álbum "Infrared Riding Hood". Tad foi novamente demitido da gravadora em 1996, devido as vendas fracassadas. A banda continuou a fazer shows ao vivo, mas Josh Sinder deixa a banda para formar o Hot Rod Lunatics. Ele foi substituído por Mike Mongrain, que estava na banda Foil. O último lançamento do Tad, o single "Oppenheimer's Pretty Nightmare/Accident on the Way to Church", lançado em 1998 pela Up Records. Um ano depois, a banda encerra as atividades.
Depois da banda se dissolver, Tad Doyle formou a banda Hog Molly, com o baixista do Willard, Ty Garcia e o baixista Martin Chandler, que estava na banda 50 Paces. Lançam um álbum "Kung-Fu Cocktail Grip" em 2001. Mais tarde, ele formou a banda Hoof. Hoje, Tad Doyle toca na banda Brothers of the Sonic Cloth. Kurt Danielson formou, junto com integrantes do Screaming Trees e do Mudhoney o Valis. Depois, formou o The Quaranteens, uma banda post-punk/new wave com Craig Paul, antes de se mudar para França. Ele voltou para Seattle em 2008 e hoje está escrevendo uma novela. Josh Sinder foi tocar bateria no The Insurgence e também tocou junto com Marky Felchtone, da banda Zeke, em sua nova banda, Hellbound For Glory.
Um documentário da banda, intitulado "Busted Circuits and Ringing Ears" foi lançado em Fevereiro de 2008.

## Integrantes
- Tad Doyle - vocais, guitarra (1986-1999)
- Joel Elman - guitarra (1986-1988)
- Joe Garner - guitarra (1986-1988)
- Gary Thorstensen - guitarra (1986-1994)
- Kurt Danielson - baixo (1986-1999)
- Steve Wied - bateria (1986-1991)
- Ray Washam - bateria (1991-1991)
- Josh Sinder - bateria (1992-1996)
- Mike Mongrain - bateria (1996-1999)

## Discografia

### Álbuns
- God's Balls (Sub Pop, 1989)
- Salt Lick/God's Balls (Sub Pop, 1990)
- 8-Way Santa (Sub Pop, 1991)

1.Jinx
2.Giant Killer
3.Wired God
4.Delinquent
5.Hedge Hog
6.Flame Tavern
7.Trash Truck
8.Stumblin' Man 
9.Jack
10.Candi
11.3-D Witch Hunt
12.Crane's Cafe
13.Plague Years
- Inhaler (Giant/Warner, 1993)
- Live Alien Broadcasts (Futurist Records, 1994)
- Infrared Riding Hood (EastWest/Elektra, 1995)

### Singles/EPs
- Daisy/Ritual Device (Sub Pop, 1988)
- Tad Damaged I -- Pussy Galore Damaged II (Sub Pop, 1989)
- Wood Goblins 12" (Glitterhouse Records, 1989)
- Loser/Cooking With Gas (Sub Pop, 1990)
- Salt Lick EP (Sub Pop, 1990)
- Jinx/Pig Iron (Sub Pop, 1990)
- Jack Pepsi (Sub Pop, 1991)
- Salem/Welt/Leper (Sub Pop, 1992)
- Lycantrope/Just Bought The Farm (Pusmort Records, 1992)
- Leafy Incline/Pale Corkscrew (Giant/Warner, 1993)
- Dementia (EastWest/Elektra, 1995)
- Red Eye Angel/Bludge (EastWest/Elektra, 1995)
- Obscene Hand/Kevorkian's Holiday (Amphetamine Reptile Records, 1997)
- Oppenheimer's Pretty Nightmare/Accident On the Way to Church (Up Records, 1998)

### Coletâneas/contribuições
- "Sex God Missy" on Sub Pop 200 (Sub Pop, 1988).
- "Sex God Missy" on Sub Pop Rock City (Glitterhouse Records, 1989).
- "Behemoth" on Crunchhouse (Glitterhouse Records, 1989).
- "Habit & Necessity" on Dope, Guns N' Fucking In The Streets, Vol. 3 (Amphetamine Reptile Records, 1989).
- "Ritual Device","Daisy" on Fuck Me I'm Rich (Sub Pop, 1990).
- "Stumblin' Man" on The Grunge Years (Sub Pop, 1991).
- "Jinx" on Revolution Come 'N' Gone (Sub Pop, 1992).
- "Pig Iron" on Mesomorph Enduros (Big Cat Records (UK), 1992).
- "Helot (live)" on 1989-1993: The John Peel Sub Pop Sessions (Sub Pop, 1993).
- "Grease Box" on the Brainscan Original Motion Picture Soundtrack (Ruffhouse Records, 1994).
- "Luminol" on Insanity (promo only) (Sony Music Entertainment, 1994).
- "Just Bought The Farm (live)" on Bite Back: Live At The Crocodile Cafe (PopLlama Records, 1996).
- "Giant Killer" on Hype! The Motion Picture Soundtrack (Sub Pop, 1996).
- "Oppenheimer's Pretty Nightmare" on Up Next: The Up Records Compilation (Up Records, 1998).